# Antonio Cruz
Antonio Cruz (Long Beach, 31 d'octubre de 1971) va ser un ciclista estatunidenc, que fou professional entre 2000 i 2010.

## Palmarès
- 1999
  -  Campió dels Estats Units en critèrium
- 2000
  - Vencedor d'una etapa del Tour de Langkawi
- 2004
  - Vencedor d'una etapa del Tour de l'Ain
- 2008
  - Vencedor d'una etapa del Rochester Criterium

### Resultats a la Volta a Espanya
- 2001. 103è de la classificació general
- 2002. 118è de la classificació general
- 2004. 68è de la classificació general

### Resultats al Giro d'Itàlia
- 2005. 129è de la classificació general